# Archimedean Dynasty
Archimedean Dynasty – komputerowa gra symulacyjna, wyprodukowana przez niemieckie studio Massive Development i wydana przez Blue Byte w listopadzie 1996.